# Lotte Bjerre Knudsen
Lotte Bjerre Knudsen (* 10. März 1964) ist eine dänische Wissenschaftlerin und Hochschullehrerin. Sie entwickelte bedeutende Wirkstoffe zur Bekämpfung der Diabetes und der Adipositas.

## Leben
Sie ist seit Januar 2022 Chief Scientific Advisor Research and early development, in der Forschungsorganisation des Pharmaunternehmens Novo Nordisk in Dänemark. Ursprünglich an Dänemarks Technischer Universität in Chemieingenieurwesen ausgebildet, kam sie zur Biotechnologie, sie hat auch einen Doktor der medizinischen Wissenschaften und ist seit 2015 außerordentliche Professorin für translationale Medizin an der Universität Aarhus, Dänemark.
Sie hat eine Tochter und lebt in Kopenhagen.

## Bedeutung
Sie entwickelte 1997 den sogenannten GLP-1-Rezeptor-Agonisten Liraglutid zur Bekämpfung krankhafter Fettleibigkeit. Der Agonist ist der Wirkstoff in den Medikamenten zur Gewichtsreduzierung. Für Diabetiker vermarktet Novo Nordisk seit 2017 den verbesserten Wirkstoff Semaglutid derzeit unter dem Markennamen Ozempic und als Wegovy gegen Fettleibigkeit. Mit einer Marktkapitalisierung von mehr als 400 Milliarden Euro hat das dänische Unternehmen mittlerweile einen Börsenwert, der größer ist als das derzeit geschätzte Bruttoinlandsprodukt Dänemarks. Ozempic und Wegovy machen mittlerweile mehr als 50 Prozent des Unternehmensumsatzes aus. Allein im dritten Quartal 2023 erzielte das Unternehmen einen operativen Gewinn von über 3 Milliarden Euro.
Am 4. Dezember 2022 wurde eine Fernsehsendung zur Entwicklung des GLP-1 Agonisten gezeigt.

## Ehrungen
- 2023 erhielt sie die Paul-Langerhans-Medaille der Deutschen Diabetes-Gesellschaft für ihre Arbeit zur Entwicklung des GLP-1 Rezeptoragonisten (GLP-1 RA) Liraglutid (Saxenda).[6][7][8]
- Ebenfalls 2023 wurde sie mit dem STAT Biomedical Innovation award ausgezeichnet.[9]
- 2024 erhielt Knudsen den Lasker~DeBakey Clinical Medical Research Award.
- 2025 gehörte sie zu den Trägern des Breakthrough Prize in Life Sciences.